# صائغ
صياغة الذهب هي فن تصنيع وتشكيل الحلي وغيره من الذهب، وهي من أقدم الحرف في تاريخ البشرية. الصائغ هو من يحترف هذه المهنة ويسمى أيضا
الصايغ بتخفيف الهمزة.

## نبذة تاريخية
تألق الصاغة قديما في تشكيل الذهب ولحامه في عصر مبكر جدا يعود إلى 3500 ق م. وكانت مصر وبلاد ما بين النهرين (دولة العراق حاليا) الموطن الأصلي لهذه الصناعة.
يرجع وجود هذه الحرفة في بريطانيا إلى عام 1180م، عندما تم تأسيس نقابة الصاغة الأولى. أدى الصاغة الإنجليز عملهم في مجال التسليف والصرافة إضافة إلى عملهم في صياغة المجوهرات وما شابهها من الذهب والفضة. وصلت صياغة الذهب قمة تطورها في عصر النهضة في إيطاليا، حيث ذاع صيت سيليني بنفنوتو الصائغ الإيطالي الشهير.

## صعوبة المهنة
مهنة صياغة الذهب من المهن التقليدية التي تحتاج إلي مهارة وصبر لنقش الذهب وصقله. يستعمل صائغ الذهب النار لتطويع الذهب وتشكيله.